# Adeline (fusée)
Pour les articles homonymes, voir Adeline.

Adeline avec ses propulseurs déployés, à côté de l'étage principal d'Ariane 6.

Adeline (acronyme de ADvanced Expendable Launcher with INnovative engine Economy, en français Lanceur consommable avancé avec économie innovante du moteur) est un projet de fusée réutilisable annoncé le 8 juin 2015 par le constructeur aéronautique européen Airbus Defence & Space.

## Concept
Ce concept pourrait être intégré au programme Ariane de l'Agence spatiale européenne. Tout comme la fusée Falcon 9 de la société américaine SpaceX, Adeline ne sera que partiellement réutilisable, mais selon Popular Science, « la façon dont [Adeline] va fonctionner est assez créative ».
Adeline sera dotée d'ailes et de propulseurs afin de pouvoir suivre une trajectoire balistique, de voler et de se comporter comme un drone une fois rentrée dans l'atmosphère. Le module Adeline permettra de ramener sur Terre le système de propulsion du lanceur, la partie la plus onéreuse.

## Historique
Le développement exploratoire est expérimenté en modèle réduit sur les bases aériennes d’Évreux et de Châteaudun en 2015/2016, et le Commandement interarmées de l'espace met à cette date la base aérienne 126 Solenzara à disposition pour tester le modèle en grandeur nature.
En 2018, un officiel du CNES annonce que le concept est abandonné car jugé non intéressant financièrement.